# エターナルアミューズメント
株式会社エターナルアミューズメント（ETERNAL AMUSEMENT,INC）は、かつてアーケードゲームのリース・販売、アミューズメント施設並びにアニメショップの運営などを手掛けていた日本の企業。

## 概要
中古車販売業を営んでいた藤澤義仁が、アーケードゲームのメンテナンスを開始したのが始まり。その企業のアミューズメント事業部を分社化する形で2007年6月に設立。当初はクレーンゲームの景品の販売、アーケードゲームのリース並びに販売を取り扱っていた。しかし、リーマン・ショックや東日本大震災により業績が悪化。そのため、「キラキラAsobox」のブランド名でアミューズメント施設の運営業務、「Anibox」のブランド名でアニメショップの運営業務にそれぞれ進出した。クレーンゲーム景品事業並びにアーケードゲームレンタル事業で同業関係にあるセガ・インタラクティブ（2020年4月にセガへ吸収合併）、セガ エンタテインメント（現：GENDA GiGO Entertainment）、バンダイナムコアミューズメント、BANDAI SPIRITS、タイトー、共和コーポレーション、サードプラネットなどとは異なり、日本アミューズメント産業協会には加盟していなかった。
アーケードゲームのリース並びに販売事業は、売上をエターナルアミューズメントと設置先が定率分配することを特徴とし（分配率はエターナルアミューズメントが7、設置先は3）、全国約1000店に設置されていた。アミューズメント施設事業並びにアニメショップ事業は、M&Aなどよって事業を拡大させていき、2014年に14店舗だった直営店は、2019年時点では97店舗まで増加していた。アミューズメント施設事業は、投資家にアーケードゲーム機を販売し、それをエターナルアミューズメントが借り受ける形で経費の削減を図った。売上高も2014年5月期の9億2000万円から、2019年5月期には68億2700万円まで増加した。また、セガ・インタラクティブやバンダイナムコアミューズメントなどの他社では1台約90万円もするクレーンゲーム機も、独自ブランドを付けた上で台湾の企業に発注し、筐体価格を約20万円に抑えた。その一方で、新規出店の調査を十分に行わずに出店を行っていたため、新規出店した店舗では集客では苦戦する事になった。
2017年には、株式会社トライが運営するゲームセンター「トライアミューズメントタワー」「秋葉原クレーン研究所」の店舗運営権を取得、「エターナルアミューズメントタワーby Asobox」「Asobox秋葉原クレーン店」としてオープンさせた。前年11月、「秋葉原クレーン研究所」が『ラブライブ!』のグッズの偽造品をクレーンゲームの景品として使用していたことで、トライの関係者が著作権法違反で書類送検され、これを受けて翌月の12日間にわたり「トライアミューズメントタワー」のALL.Netが切断され、セガとバンダイナムコの多くのゲームが稼働できない状態となる騒動が起きた後のことであった。
その一方で、出店やM&Aの資金は金融機関からの借入金や社債で賄っていたため、借入金は2019年5月期には57億1500万円、年間の支払利息も約9000万円にまで増加し、店舗の売上が資金繰りに直結するなどして資金繰りが悪化。2019年10月の消費税増税によって売上が低下し、同年年末からは取引先への支払が遅延するようになった。自己資本比率も、業界の平均である26%を下回る10%にまで悪化していた。アーケードゲームを投資家に売却した上でエターナルアミューズメントへリースバックする投資家制度においても、投資家に毎月約1億円の配当を支払っていた他、投資家を紹介する仲介会社に対しても、毎月約1億2000万円の手数料を支払わなければならない（この場合、エターナルアミューズメントが支払うアーケードゲームのリース料は同業他社よりも高額となる）など資金繰りの悪化に拍車をかけた。エターナルアミューズメントは、取引先への決済よりも金融機関への返済を最優先させたことから、取引先の信用失墜を招くことになった。この時期から、エターナルアミューズメントの経営不安に関する情報が同業者の間で流れ始める。その様な状況下でも、エターナルアミューズメントは2020年に入っても積極的な出店やM&Aを推進していった。
2020年に発生した新型コロナウイルスが追い打ちをかけ、エターナルアミューズメントは、同年3月9日から3月25日まで臨時休業を行う処置を取ることになった。臨時休業期間中も、従業員の削減を行うなどの再建策を模索していた。オンラインクレーンゲームの「CRANEGAME.jp」も同年3月31日を以って閉鎖することになった。
2020年3月18日に事業を停止し、事後処理を弁護士に一任。藤澤社長は事業停止直後から行方不明となり、連絡も取れない状況に陥ったことから、取引先のエターナルアミューズメントに対する不信感は増大していった。同年4月1日に東京地方裁判所へ破産を申請。同年4月3日に破産手続開始決定を受けた。負債総額は約84億1800万円。この額は2010年代以降におけるアミューズメント施設の経営破綻としては、2015年6月に民事再生法適用を申請したザ・サードプラネット（後の駿河管財、事業はスポンサー企業が設立したサードプラネットへ譲渡）の60億円を上回り、過去最大となった。東京都に本社を置く企業で、新型コロナウイルスに関連する経営破綻は初である。エターナルアミューズメントは新型コロナウイルスの他にも、十分な市場調査を行わずに新規出店やM&Aを続けていた事、新規出店に伴う人材育成が追い付かなかった事、投資家制度による更なる資金負担なども経営破綻の遠因となった。また、不採算店舗の閉鎖の実施などで経営の立て直しを図ったザ・サードプラネットとは対照的に、これらの施策を実施して再建を図ろうとせず、かつ取引金融機関にも相談しなかった典型的な例といえる。
エターナルアミューズメントが手掛けていた事業の内、「キラキラAsobox」の一部店舗並びにアーケードゲーム機リース事業は、破産管財人から、主に不動産業を手がけているグローバル・ソリューションズ株式会社へ譲渡された。グローバル・ソリューションズへ譲渡された店舗は「ハピピランド」へ店舗名が変更された。「Asobox秋葉原クレーン店」「エターナルアミューズメントタワーby Asobox」など秋葉原に構えていた5店舗は同業者へは譲渡されず、アーケードゲーム機の搬出作業や建物の原状回復が終了した。
藤澤前社長は、破産手続開始決定後に日経ビジネスが行ったインタビューで「経営していて不安に感じ始める部分は、いわば病巣。初期の段階で解消する手を打つべきだった」と後悔の念をにじませたという。
エターナルアミューズメントは、2023年4月6日に法人格が消滅した。

## 店舗
経営破綻時点では、直営店97店舗・契約店683店を運営しており、イオン系列、イトーヨーカドー系列、ドン・キホーテ系列などのショッピングセンターやスーパーのテナントを中心として展開していた。公式サイトにおける詳細な店舗情報は掲載されておらず、新規出店実績や他社を買収した実績しか掲載されていなかった。
また、アミューズメント施設運営大手のタイトーのフランチャイジーとして福井県鯖江市にて「タイトーFステーション鯖江」、兵庫県神戸市にて「タイトーFステーションダイエー湊川」の2店舗を展開していた。
中にはバンダイナムコアミューズメントやカプコン、イオンファンタジーといった業界大手の店舗が閉店した後の居抜きでの出店や零細企業オペレーターのアミューズメント施設、パチンコ店運営企業のアミューズメント施設運営部門を引き継いだ店舗があった。2020年にオープンした店舗の中には、営業期間が半月以下の店舗もあった。また、機材の搬入済みで開店待ちのまま未開店に終わった店舗も存在する。
グローバル・ソリューションズへの譲渡対象外となった店舗は閉店した。この内、秋葉原にあった5店舗は前述の通り閉店した他、栃木県佐野市にあった「安佐エース」（2019年10月にアリサカ→アクトワークスから取得）の土地・建物は破産管財人によって処分された後に解体され、跡地には2021年10月にフットサルコートである「アソシエパーク」が開業した。また、エターナルアミューズメントへ事業譲渡した企業が「キラキラAsobox」跡地にて再度運営するケースや、グローバル・ソリューションズ以外の企業が「キラキラAsobox」跡地に出店するケースもある。グローバル・ソリューションズへ譲渡された店舗でも、譲渡から1年未満で閉店した店舗もある。
エターナルアミューズメントがフランチャイジーとなっていた「タイトーFステーション鯖江」と「タイトーFステーションダイエー湊川店」は、別企業がタイトーとフランチャイズ契約を締結した上で再オープンしている。